# Biocida
Per biocida si intende una sostanza (chimica o biologica), singola o miscelata con altre, utilizzata come disinfettante per l'igiene umana, animale, alimentare e ambientale, per preservare il deterioramento di materiali vari (legno, fibre, tessuti, materiali da costruzioni, materie plastiche, carta, oggetti d'arte, ecc.), per il controllo degli animali nocivi (roditori, uccelli, insetti, acari, molluschi, crostacei, ecc.), per la disinfezione dell'aria, dell'acqua, la conservazione di liquidi o fluidi vari (sistemi di raffreddamento, impianti industriali, pitture, leganti, acquari, ecc.) e come sostanza contro le incrostazioni o la formazione di alghe.
I biocidi sono prodotti che contengono sostanze o microrganismi attivi (principi attivi) efficaci contro organismi (compresi i microrganismi) nocivi allo scopo di:
- distruggerli
- eliminarli
- renderli innocui
- impedirne l'azione
- esercitarne un altro effetto di controllo

Molti biocidi sono pesticidi ma non sono utilizzabili per le coltivazioni o le piante in genere, per le quali si impiegano invece i prodotti fitosanitari. 
Alcuni biocidi presentano caratteristiche tali da essere considerati sostanze o preparati pericolosi, oppure inquinanti organici persistenti. 

## Definizione
La definizione di biocida è stata data chiaramente dall'Unione Europea con un regolamento relativo alla loro messa a disposizione sul mercato e all'uso.
- qualsiasi sostanza o miscela nella forma in cui è fornita all'utilizzatore, costituita da, contenenti o capaci di generare uno o più principi attivi, allo scopo di distruggere, eliminare e rendere innocuo, impedire l'azione o esercitare altro effetto di controllo su qualsiasi organismo nocivo, con qualsiasi mezzo diverso dalla mera azione fisica o meccanica,
- qualsiasi sostanza o miscela, generata da sostanze o miscele che non rientrano in quanto tali nel primo trattino, utilizzata con l'intento di distruggere, eliminare, rendere innocuo, impedire l'azione o esercitare altro effetto di controllo su qualsiasi organismo nocivo, con qualsiasi mezzo diverso dalla mera azione fisica o meccanica.

Per «principio attivo», va intesa una sostanza o un microrganismo che agisce su o contro gli organismi nocivi.
Sono considerati biocidi anche gli articoli (prodotti o dispositivi) trattati con, oppure contenenti intenzionalmente, uno o più biocidi, che abbiano una funzione primaria biocida. 

## Classificazione
I biocidi si possono classificare in 4 gruppi:
1. Disinfettanti
2. Preservanti
3. Prodotti per il controllo degli animali nocivi
4. Altri biocidi

### Disinfettanti

#### Igiene umana
- I prodotti di questo gruppo sono biocidi usati per l’igiene umana, applicati sulla pelle o il cuoio capelluto o a contatto con essi, allo scopo principale di disinfettare la pelle o il cuoio capelluto.

#### Disinfettanti e alghicidi non destinati all’applicazione diretta sull’uomo o animali
- Prodotti usati per la disinfezione di superfici, materiali, attrezzature e mobilio non utilizzati in contatto diretto con alimenti destinati al consumo umano o animale.

I settori di impiego comprendono, tra l’altro, piscine, acquari, acque di balneazione e altre; sistemi di condizionamento e muri e pavimenti in aree private, pubbliche e industriali e in altre aree per attività professionali. 
- Prodotti usati per la disinfezione dell’aria, dell’acqua non utilizzata per il consumo umano animale, dei gabinetti chimici, delle acque di scarico, dei rifiuti di ospedali e del suolo.
- Prodotti usati come alghicidi per il trattamento di piscine, acquari e altre acque e per la riparazione di materiali da costruzione.
- Prodotti usati per essere incorporati in tessili, tessuti, maschere, vernici e altri articoli o materiali allo scopo di produrre articoli trattati con proprietà disinfettanti.

#### Igiene veterinaria
- Prodotti usati per l’igiene veterinaria quali disinfettanti, saponi disinfettanti, prodotti per l’igiene orale o corporale o con funzione antimicrobica.
- Prodotti usati per disinfettare i materiali e le superfici associati al ricovero o al trasporto degli animali.

#### Settore dell’alimentazione umana e animale
- Prodotti usati per la disinfezione di attrezzature, contenitori, utensili per il consumo, superfici o tubazioni utilizzati per la produzione, il trasporto, la conservazione o il consumo di alimenti o mangimi (compresa l’acqua potabile) destinati al consumo umano o animale.
- Prodotti usati per impregnare materiali che possono entrare in contatto con i prodotti alimentari.

#### Acqua potabile
- Prodotti usati per la disinfezione dell’acqua potabile per il consumo umano e animale.

Da tali tipi di prodotti sono esclusi i detergenti non destinati ad avere effetti biocidi, compresi i detersivi liquidi e in polvere e prodotti analoghi.

### Preservanti

#### Preservanti per i prodotti durante lo stoccaggio
- Prodotti usati per la preservazione di prodotti fabbricati, esclusi gli alimenti destinati al consumo umano o animale, i cosmetici o i medicinali o i dispositivi medici mediante il controllo del deterioramento microbico, per assicurarne la conservabilità.
- Prodotti usati come preservanti per lo stoccaggio o l’uso di esche rodenticide, insetticide o di altro tipo.

#### Preservanti per pellicole
- Prodotti usati per la preservazione di pellicole o rivestimenti mediante il controllo del deterioramento microbico o della crescita algale al fine di conservare le proprietà originarie della superficie di materiali e oggetti quali pitture, materie plastiche, materiali usati per sigillare, adesivi murali, leganti, carta, oggetti d’arte.

#### Preservanti del legno
- Prodotti usati per la preservazione del legno, sin da quando è tagliato e lavorato, o dei prodotti in legno mediante il controllo degli organismi che distruggono o alterano l’aspetto del legno, compresi gli insetti. Questo tipo di prodotto comprende prodotti ad azione sia preventiva che curativa.

#### Preservanti per fibre, cuoio, gomma e materiali polimerizzati
- Prodotti usati per la preservazione di materiali fibrosi o polimerizzati quali cuoio, gomma, carta o prodotti tessili, mediante il controllo del deterioramento microbiologico. Questo tipo di prodotto comprende i biocidi che contrastano il deposito di microorganismi sulla superficie dei materiali e quindi inibiscono o precludono lo sviluppo di odori sgradevoli e/o presentano altri tipi di vantaggi.

#### Preservanti per i materiali da costruzione
- Prodotti usati per la preservazione dei lavori in muratura, di materiali compositi o di altri materiali da costruzione diversi dal legno mediante controllo degli attacchi microbiologici e algali.

#### Preservanti per liquidi nei sistemi di raffreddamento e trattamento industriale
- Prodotti usati per la preservazione dell’acqua o di altri liquidi usati nei sistemi di raffreddamento e trattamento industriale mediante il controllo degli organismi nocivi quali microrganismi, alghe e molluschi. Sono esclusi i prodotti usati per la disinfezione dell’acqua potabile o dell’acqua per le piscine.

#### Preservanti contro la formazione di sostanze viscide (slimicidi)
- Prodotti usati per la prevenzione o per il controllo della formazione di sostanze viscide su materiali, attrezzature e strutture utilizzati in procedimenti industriali, ad esempio su legno e pasta per carta, strati sabbiosi porosi nell’estrazione del petrolio.

#### Preservanti per i fluidi utilizzati nella lavorazione o il taglio
- Prodotti usati per controllare il deterioramento microbico nei fluidi utilizzati nella lavorazione o il taglio di metalli, vetro o altri materiali.

### Prodotti per il controllo degli animali nocivi

#### Rodenticidi
- Prodotti usati per il controllo di topi, ratti, o altri roditori, senza respingerli né attirarli.

#### Avicidi
- Prodotti usati per il controllo degli uccelli, senza respingerli né attirarli.

#### Pescicidi
- Prodotti usati per il controllo dei pesci, senza respingerli né attirarli.

#### Molluschicidi, vermicidi e prodotti destinati al controllo degli altri invertebrati
- Prodotti usati per il controllo di molluschi, vermi e invertebrati non contemplati in altri tipi di prodotti, senza respingerli né attirarli.

#### Insetticidi, acaricidi e prodotti destinati al controllo degli altri artropodi
- Prodotti usati per il controllo degli artropodi (ad esempio insetti, aracnidi e crostacei), senza respingerli né attirarli.

#### Repellenti e attrattivi
- Prodotti usati per controllare organismi nocivi (invertebrati come le pulci, vertebrati come uccelli, pesci e roditori), respingendoli o attirandoli, compresi i prodotti usati per l’igiene umana e veterinaria, direttamente sulla pelle o indirettamente nell’ambiente dell’uomo o degli animali.

#### Controllo di altri vertebrati
- Prodotti usati per il controllo di vertebrati diversi da quelli contemplati dagli altri tipi di prodotto del presente gruppo, senza respingerli né attirarli.

### Altri biocidi

#### Prodotti antincrostazione
- Prodotti usati per controllare la formazione e la fissazione di organismi incrostanti (microrganismi e forme superiori di specie vegetali o animali) su imbarcazioni, attrezzature per l’acquacoltura o altre strutture usate nell’acqua.

#### Fluidi usati nell’imbalsamazione e nella tassidermia
- Prodotti usati per la disinfezione e la preservazione di cadaveri umani o di animali o di loro parti.

Non sono considerati biocidi:
1. i prodotti utilizzati come repellenti o attrattivi negli alimenti o nei mangimi;
2. i prodotti con azione biocida utilizzati come coadiuvanti tecnologici (utilizzati nell'industria di trasformazione alimentare)
3. I prodotti con azione biocida meramente fisica o meccanica.

I biocidi devono essere prodotti ben distinti dai:
- cosmetici
- prodotti fitosanitari
- dispositivi medici
- medicinali a uso umano
- medicinali a uso animale
- additivi alimentari

Alcune sostanze sono cosiddette borderline perché possono presentare sia caratteristiche biocide che altre. Per esempio, alcune creme solari proteggono la pelle (effetto cosmetico) e respingono gli insetti (effetto biocida). 
I topicidi, essendo pesticidi, possono classificarsi sia biocidi che prodotti fitosanitari. Quando l'impiego è fuori dalle aree di coltivazioni oppure all'interno di esse ma non per proteggere i vegetali o i prodotti vegetali, essi sono da considerarsi biocidi. Viceversa quando sono impiegati nelle aree di coltivazioni per proteggere i vegetali o i prodotti vegetali, essi sono da considerarsi prodotti fitosanitari.

### I biocidi e i presidi medico chirurgici
L'Italia, al pari di molti stati europei, classificava molti biocidi come presidi medico chirurgici (PMC) secondo la normativa nazionale precedente a quella sui biocidi. Essendo presenti in commercio ancora molti prodotti classificati come PMC, la Commissione europea ha pubblicato un documento di indirizzo, allo scopo di regolamentare il periodo di transizione dalla normativa nazionale (PMC) a quella europea (biocida).

### La classificazione CLP e il REACH
I biocidi, come tutte le sostanze chimiche, sottostanno al regolamento CLP, che garantisce che i rischi di tali prodotti siano chiaramente comunicati ai lavoratori e ai consumatori attraverso una corretta classificazione ed etichettatura contenente pittogrammi di pericolo, inseriti in una cornice rossa a forma quadrata posta di punta (di spigolo).
Il regolamento CLP si applica a tutti i biocidi, non solo a quelli direttamente coinvolti nelle procedure del REACH, il regolamento dell'UE adottato per migliorare la protezione della salute dell'uomo e dell'ambiente dai rischi delle sostanze chimiche e per promuovere metodi alternativi per la valutazione dei pericoli delle sostanze, allo scopo di ridurre il numero di test effettuati sugli animali.
Secondo il CLP, i biocidi, una volta correttamente classificati, presentano etichette che recano delle indicazioni di pericolo (frasi H). 
I pericoli possono essere:
- fisici
- per la salute
- per l'ambiente

Per i biocidi con pericoli per la salute di categoria 1A e 1B (cancerogeno, mutageno o tossico per la riproduzione) è vietata la vendita al pubblico; l'uso è solo professionale.

### Etichettatura
Un biocida deve recare in etichetta una serie di informazioni:
- la denominazione commerciale del prodotto
- la composizione qualitativa e quantitativa del o dei principi attivi
- la quantità nominale della sostanza o miscela contenuta nell'imballaggio messo a disposizione al pubblico
- i pittogrammi di pericolo
- le indicazioni di pericolo
- i consigli di prudenza
- le avvertenze
- i riferimenti dell'autorizzazione di immissione in commercio
- informazioni supplementari.

## Composizione e formulazione
I biocidi, quando sono disponibili per l'utilizzatore, sono in genere costituiti dal principio attivo (sostanza attiva), più altre sostanze non attive, componenti o dispositivi, che ne potenziano l'azione, oppure ne agevolano o rendono possibile ed efficace l'uso. 
Le sostanze non attive (talvolta denominate eccipienti), sono le seguenti: 
- coadiuvanti,
- coformulanti,
- sinergizzanti.

I coadiuvanti sono sostanze (non dichiarate in etichetta) che servono a stabilizzare, conservare, migliorare l'efficacia del principio attivo, tipo:
- tensioattivi che consentono una migliore estensione del prodotto sulla superficie della pianta abbassando la tensione superficiale;
- emulsionanti che migliorano la dispersione del principio attivo in un liquido e stabilizzano la miscela ottenuta;
- adesivanti che proteggono il prodotto dall'azione dilavante delle piogge e dell'umidità;
- umettanti che ritardano l'essiccazione del prodotto;

I coformulanti sono sostanze inerti (non dichiarate nell'etichetta) che fungono da solventi, diluenti o propellenti (facilitano la fuoruscita del prodotto e la sua dispersione in minutissime gocce).
I sinergizzanti sono sostanze che aumentano l'efficacia dei principi attivi, riducendone nel contempo la quantità impiegata.
Per formulazione si intende invece come si presenta materialmente il prodotto. Essa viene sempre indicata con sigle come le seguenti qui di esempio:
- L = liquido;
- SC = sospensione concentrata;
- WG = granuli idrosperdibili;
- PB = polvere bagnabile.

## Usi e consumi
I biocidi sono usati in diversi settori e per risolvere numerosi problemi che attengono alla salute umana, animale e alla sanità e corretta conservazione degli ambienti e dei materiali. 
I più Importanti comparto sono l'agroalimentare (industrie di trasformazione, operatori commerciali, ecc.) e l'agroindustriale (es. industria tessile e del legno), nonché quelli che utilizzano materiali o processi produttivi sensibili al deterioramento. 
I biocidi possono essere impiegati in agricoltura ma non per la protezione o lo sviluppo delle colture per i quali si utilizzano i pesticidi classificati come prodotti fitosanitari.
A livello di uso domestico (privato) ovvero di prodotti usati comunemente in casa, le principali categorie sono:
- disinfettanti-detergenti liquidi (usati per l'igiene delle superfici)
- disinfettanti-detergenti (liquidi) per w.c. (usati per la pulizia del water)
- disinfettanti-detergenti (tavolette) per w.c. (usati per la pulizia del water)
- additivi disinfettanti in polvereper il bucato (usati per l'igiene degli indumenti)
- additivi disinfettanti liquidiper il bucato (usati per l'igiene degli indumenti)
- candeggine (tipo normale) a base di ipoclorito di sodio (varechina)
- candeggine (tipo delicato) a base di acqua ossigenata
- disinfettanti (per uso personale e per la pulizia)
- insetticidi per insetti volanti (aerosol)
- insetticidi/insettifughi ad emanazione termica perinsetti volanti (piastrine, spirali e liquidi)
- insetticidi per insetti striscianti
- insetto-repellenti
- rodenticidi anticoagulanti (usati per eliminare i ratti)
- tarmicidi (usati per eliminare le tarme)

Nel 2011, la domanda mondiale di biocidi per uso industriale o prodotti finiti è stata stimata circa al valore di 6 miliardi di €, approssimativamente il 4,2% in più dell'anno precedente. Con la ripresa del settore industriale, soprattutto chimico, ci si aspetta una crescita del 4,3% al 2015, con prospettive di crescita del 5-6,3% nei 2 anni successivi.
Uno studio sull'andamento globale dei mercato dei biocidi attesta un valore di 8,5 miliardi di € nel 2018.